# Hodrušite
L'hodrušite o, seppur erroneamente, hodrushite (simbolo IMA: Hod) è un minerale raro della serie degli omologhi alla cuprobismutite appartenente alla famiglia dei "solfuri e solfosali"; la sua composizione chimica è Cu8Bi12S22.
Da un punto di vista chimico è un solfosale di rame e bismuto.

## Etimologia e storia
L'hodrušite prende il nome dalla sua località tipo, le miniere di "Hodruša-Hámre" (48.45389°N 18.77917°E) nella regione di Banská Bystrica in Slovacchia.

## Classificazione
La classica nona edizione della sistematica dei minerali di Strunz, aggiornata dall'Associazione Mineralogica Internazionale (IMA) fino al 2009, elenca l'hodrušite nella classe "2. Solfuri e solfosali" e nella sottoclasse "2.J Solfosali di archetipo PbS"; questa è ulteriormente suddivisa in base alla composizione del minerale, in modo da trovare l'hodrušite nella sezione "2.JA Derivati dalla galena con poco o senza Pb", dove il minerale è l'unico membro del sistema nº 2.JA.10.c.
Tale classificazione viene mantenuta anche nell'edizione successiva, proseguita dal database "mindat.org" e chiamata Classificazione Strunz-mindat.
Nella Sistematica dei lapis (Lapis-Systematik) di Stefan Weiß l'hodrušite si trova nella classe dei "solfuri e solfosali" e nella sottoclasse dei "solfosali (S : As,Sb,Bi = x)"; questa è ulteriormente suddivisa, in modo che il minerali possa essere trovato nella sezione dei "solfosali con predominanza di ferro/rame (x=2,0-1,6)" dove forma il sistema nº II/E.04 insieme a calcostibite, cuprobismutite, emplectite, grundmannite, hansblockite, kupčíkite, pizgrischite, příbramite, quijarroite.
Anche nella classificazione dei minerali secondo Dana, usata principalmente nel mondo anglosassone, l'hodrušite si trova nella famiglia dei "solfuri e solfosali" e da lì nella classe dei "solfosali"; qui è nella sottoclasse dei "solfosali con rapporto 1 < z/y < 2 e composizione (A+)i(A2+)j[ByCz], A = metalli, B = semimetalli, C = non metalli" dove forma il sistema nº 3.8.4 insieme a paděraite.

## Abito cristallino
L'hodrušite cristallizza nel sistema monoclino con il gruppo spaziale non-standard A2/m con i parametri reticolari a = 27,205(50) Å, b = 3,927(15) Å, c = 17,575(50) Å e β = 92,15(17)°, oltre ad avere 2 unità di formula per cella unitaria.
Altri studi forniscono per l'hodrušite il gruppo spaziale C2/m (gruppo nº 12) con i parametri reticolari a = 17,562(1) Å, b = 3,920(1) Å, c = 27,150(2) Å e β = 92,561(1) oppure a = 17,535(4) Å, b = 3,900(1) Å, c = 27,109(4) Å e β = 92,333(9)°.

## Origine e giacitura
L'hodrušite è stata trovata in un deposito di minerali polimetallici di tipo subvulcanico, in un sistema di vene di quarzo sviluppato in andesite-pirossenite alterata propiliticamente (per campioni rinvenuti a nella località tipo); qui la paragenesi è con quarzo, ematite, calcopirite, pavonite e forse anche con wittichenite.
L'hodrušite non è un minerale affatto comune ed è stato trovato solo in pochi siti. Solo per citarne alcuni, si ricordano: Sanming, Chenzhou e Chuxiong (Cina); Sapporo e Bitchū (Giappone); nel distretto di Ohangaron (Uzbekistan); nella Kamčatka e nel territorio della Transbajkalia (Russia); nello shahrestān di Tarom (Iran).
In Europa si sono avuti ritrovamenti di hodrušite a Mittersill (Austria); Szklarska Poręba (Polonia); a Nucet e Ocna de Fier (Romania); Riddarhyttan (Svezia); Leuk (Svizzera, nel Canton Vallese).

## Forma in cui si presenta in natura
L'hodrušite si presenta raramente come cristalli aghiformi, colonnari o piatti, striati verticalmente, di dimensioni fino a 5 mm; più comunemente il minerale è stato trovato sotto forma di grani irregolari e aggregati a grana fine.
La lucentezza è metallica, il colore è grigio acciaio con leggera sfumatura giallastra, ma tende a diventare bronzo-brunastro a causa dell'ossidazione, il colore del suo striscio è nero-grigiastro.